# Caunès
El Caunès (Caunés en occità) és un Parçan o comarca d'Occitània situada al Llenguadoc.
La seva vila principal és La Cauna.
Segons la proposta de divisió territorial d'Occitània del diari Jornalet, basada en l'obra de Frederic Zégierman Le Guide des pays de France, el Caunès estaria ubicat a la regió del Llenguadoc, subregió de l'Albigès.
Oficialment, els municipis del Caunès i de tot l'Albigès estan ubicats en el departament francès del Tarn.